# Enrico Battaglin
Enrico Battaglin (Marostica, Vèneto, 17 de novembre de 1989) és un ciclista italià, professional des del 2012. Actualment corre a l'equip Bardiani CSF Faizanè. En el seu palmarès destaquen tres victòries d'etapa al Giro d'Itàlia, el 2013, 2014. i 2018.

## Palmarès
- 2007
  - Vencedor d'una etapa del Giro de la Lunigiana
- 2009
  - 1r al Giro de la Vall Aretine
- 2010
  - 1r al Gran Premi San Giuseppe
  - 1r al Giro de les Regions i vencedor d'una etapa
  - 1r al Gran Premi Capodarco
  - 1r a la Milà-Rapallo
- 2011
  - 1r al Trofeu Zssdi
  - 1r al Gran Premi San Giuseppe
  - 1r al Trofei Ciutat de Brèscia
  - 1r a la Copa Sabatini
  - 1r al Trofeu Sportivi di Briga
  - 1r a la Coppa Cicogna
  - 1r a la Coppa Collecchio
- 2013
  - Vencedor d'una etapa al Giro d'Itàlia
- 2014
  - Vencedor d'una etapa al Giro d'Itàlia
- 2018
  - Vencedor d'una etapa al Giro d'Itàlia

### Resultats al Giro d'Itàlia
- 2012. 74è de la classificació general
- 2013. Abandona (14a etapa). Vencedor d'una etapa
- 2014. 52è de la classificació general. Vencedor d'una etapa
- 2015. Abandona (19a etapa)
- 2016. 42è de la classificació general
- 2017. 64è de la classificació general
- 2018. 34è de la classificació general. Vencedor d'una etapa
- 2019. 66è de la classificació general
- 2020. 46è de la classificació general
- 2021. 85è de la classificació general

### Resultats a la Volta a Espanya
- 2016. Abandona (9a etapa)
- 2019. 113è de la classificació general